# Sex Museum
Sex Museum ist eine 1985 in Madrid gegründete spanische Beatmusik-Band.

## Geschichte
Die Band begann ursprünglich als Rock-Band der Mod-Szene Madrids. Ihre ersten Veröffentlichungen sind stark durch die Einflüsse der Soul-, R&B- und der Rock-’n’-Roll-Musik sowie Garage- und Psychedelic Rock geprägt, entstand aber in den 80er Jahren während der „Garage-Revival“-Zeit der U.S.A. Später glich die Musik der Band mehr dem Hard-Rock-Stil der 70er Jahre.
Durch zahlreiche Auftritte im Heimatland und zahlreichen Tourneen in vielen europäischen Ländern wurden sie auch in der Underground-Szene (→ Subkultur) Deutschlands und der Schweiz bekannt. Sie gaben Konzerte auf diversen spanischen Festivals (wie z. B. Esparrago Rock, Festimad oder Viña Rock) und auch bei internationalen Veranstaltungen, wie z. B. der Beat-O-Mania in München, bei denen sie gemeinsam mit Bands wie Metallica, Sepultura, Backyard Babies, Sonic Youth, Extremoduro, Nuevo Catecismo Católico und Los Deltonos auf der Bühne standen. 1994 waren sie Vorband von Deep Purple bei deren Spanien-Tournee.

## Diskografie

### Alben
- „Fuzz Face“ (Fidias, 87), LP. (Animal, Neuaufnahme 1992)
- „Sex Museum vs Los Macana“, (Romilar D, 1988), Mini-LP. (Emi Odeon, Neuaufnahme auf CD 1993)
- „Independence“, (Romilar D, 1989), LP und CD. CD inkl. Extratracks. (Emi Odeon, Neuaufnahme 1993)
- „Nature’s Way“ (Fábrica Magnética, 1991), LP.
- „The Fabulous & Furry Sex Museum“ (Animal, 1992), Doppel-LP, CD.
- „Sparks“ (Roto Records, 1994), LP und CD. (Locomotive Music, Neuaufnahme auf CD 2000)
- „Sum“ (Roto Records, 1995), LP und CD. CD inkl. Extratracks von „The Covers EP“. (Locomotive Music, Neuaufnahme auf CD 2000)
- „The Covers EP“ (Roto Records, 1995). 7″. zusammen mit Sum.
- „Sonic“ (Locomotive Music, 2000), CD.
- „SpeedKings“ (Locomotive Music, 2001), CD.
- „Fly by Night“ (Locomotive Music, 2004), Doppel-CD (live), aufgen. im „Sala Caracol“ Madrid am 10. Oktober 2003.
- „Fly by Night“ (Locomotive Music, 2004), DVD (live), mit ungekürzten Konzertmitschnitten (3 Lieder mehr als auf der Doppel-CD).
- „United“ (Locomotive Music, 2006), CD.
- „Fifteen Hits that never Where“ (Locomotive Records, 2008), CD/LP.
- „Again & Again“ (Tritone, 2011), CD/LP.
- „Musseexum“ (El Segell del Primavera, 2018)

### Singles
- „Ya es tarde“ / „Sexual beast“ (Fidias, 1987). 7″.
- „Get lost“ / „Free living“ (Romilar D, 1989). 7″.
- „I’m moving“ / „Last last“ (Romilar D, 89). 7″.
- „Two sisters“ / „Liar“ (Fábrica Magnética, 1991). 7″.
- „Fabulous furry“ / „I’m so glad“ (Animal, 1992). 7″.
- „P.V.C.“ / „Brave Ulyses goes funky“ (Locomotive Music, 2000) Single-CD mit Making-of (VHS) der CD Sonic.
- „Whole Lotta Rosie“ (Locomotive Music, 2004). CD-Single mit AC/DC-Coverversion
- „Two sisters (live)“ / „Lets go out (live)“ (Locomotive Music, 2004). Single-CD
- „United“ (Locomotive Music, 2006), Single-CD.

### Sonstige Veröffentlichungen
- „Drugged Personality“ in Battle Of Garages Vol.IV (Voxx U.S.A., 1986).
- „You“ in The Munster Dance Hall Favorites Vol. 1 (Munster, 1987). Bonustrack bei der Neuaufnahme von The Munster Dance Hall Favorites Vol. II (Munster, 1989).
- „Sweet home“ in Modern Times (Unicorn Records England, 1987).
- „Where I Belong“ in Kaleidoscopic Vibrations (Kaleidoscopic Direct, 1991).
- „Hey Conductor“ in Hipnosis (Ansia de Color, 1991).
- „Dance“ in Morir con las botas puestas. Homenaje a Motörhead (El Diablo, 2005). Aufnahme spanischer Gruppen zu Ehren von Motörhead.
- „Don’t believe a word“ in Phil Lynnot Ha Vuelto a la Ciudad. El Rock Rinde Tributo a Thin Lizzy (Animal, 2005) Album zu Ehren von Thin Lizzy.